# Joey Ramone
Jeffrey Ross Hyman (Nueva York, 19 de mayo de 1951 - ib., 15 de abril de 2001), más conocido como Joey Ramone, fue un músico estadounidense, cofundador, compositor y vocalista de Ramones, además de ser uno de los dos miembros originales (junto a Johnny Ramone) que permanecieron desde su formación en 1974 hasta su disolución en 1996.
Influenciado musicalmente por su madre,[cita requerida] escuchaba desde pequeño grupos como The Who o The Stooges. Al principio fue baterista de la banda, para luego —y por recomendación de Tommy Ramone— asumir la voz principal, llegando a convertirse en un ícono del punk rock.

## Primeros años
Jeffrey Hyman, cuyos padres eran de ascendencia judía, nació el 19 de mayo de 1951 en Nueva York. Tuvo tres padres diferentes hasta que se estableció con su madre, Charlotte Lesher, en el barrio de Forest Hills, en el distrito de Queens. Estudió en Forest Hills High School, era una persona muy reservada y cohibida según su madre y su hermano; este último, Mickey Leigh, también es músico. Medía 1,98 m de altura y llevaba el pelo largo y liso, de color negro, lo que le oscurecía la cara. Sufría de una miopía pronunciada y padecía un trastorno obsesivo-compulsivo, este último le obligaba a repetir ciertas cosas, tales como encender y apagar un interruptor, cerrar la puerta una y otra vez. Admiraba mucho a bandas como The Stooges y New York Dolls, decía que se sentía atraído por los personajes extraños y únicos. Joey perteneció a una banda llamada Sniper, sin embargo, lo expulsaron al poco tiempo debido a que no tenía un aspecto muy agradable.[cita requerida] Joey era además zurdo.

## Ramones

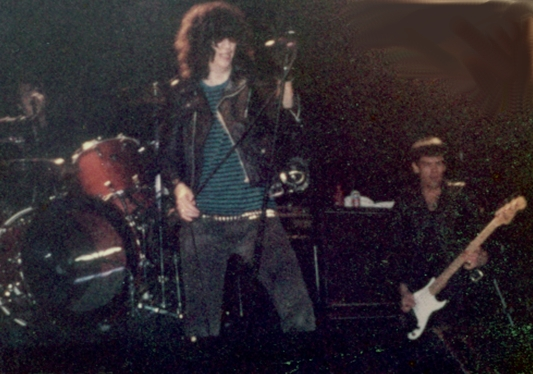
Joey Ramone durante un concierto en Seattle, 1983.

Jeffrey junto con su amigo Douglas Colvin, solían permanecer en la galería de arte de la madre de Jeffrey. Sus otros amigos, Tommy Erdélyi y John Cummings, deciden crear una banda debido a la insistencia de Tommy. Para crear una sensación de unidad, deciden que cada uno llevará un nuevo nombre y tendrían como apellido "Ramone", es entonces cuando Jeffrey es bautizado con el nombre de Joey Ramone. Una de las primeras canciones que escribió fue «Judy Is a Punk», que según el mismo Tommy tenía una esencia futurista. Joey y los Ramones tocaron por primera vez en la CBGB, su primer concierto fue un completo fracaso. Algún tiempo después grabó su primer disco llamado Ramones, que pasó casi desapercibido. Después grabaron Leave Home, Rocket to Russia y Road to Ruin, todos considerados como trascendentes y esenciales para el naciente punk rock, sin embargo, no tuvieron éxito comercial.
Tiempo después trabajan con Phil Spector, un gran productor y director que trabajó anteriormente con bandas como The Beatles, para grabar su quinto álbum End of the Century. Joey parece llegar a entenderse con Phil, pero debido a la presión que ejercía este, Johnny se enojó mucho. El álbum no fue lo esperado, y fue un fracaso en las ventas. Joey siempre se mostró optimista, pensando que el siguiente álbum que lanzaran sería su gran debut comercial, esto nunca sucedió.[cita requerida] Joey usó su gran creatividad e inspiración para escribir grandes canciones como: «Do You Remember Rock n' Roll Radio?», «The KKK Took My Baby Away» y «She's the One».
Joey no se habló con su guitarrista, Johnny Ramone, durante casi veinte años. Esta rivalidad comenzó por diferencias ideológicas y empeoró cuando Linda, la novia de Joey lo dejó para empezar una relación con Johnny. Joey y Johnny nunca resolvieron sus diferencias hasta la disolución de la banda en 1996. Joey siguió una carrera como solista después de esto.[cita requerida]
Uno de los sueños de Joey era poner a los Ramones en el Hall of Fame del rock,[cita requerida] cuando esto sucedió, en el año 2002, Joey ya había muerto en 2001. Jamás logró ver su sueño cumplido.

## Otros proyectos
En 1994, creó el grupo Sibling Rivalry con su hermano Mickey Leigh, con la que sacaron el EP In a Family Way EP.
En 1999, coprodujo y cantó en dos temas del EP She Talk to Rainbows de una de sus ídolos la ex -The Ronettes, Ronnie Spector.
En 2002 se editó su disco solista Don't Worry About Me, con una destacable versión del tema de Louis Armstrong, «What a Wonderful World» a su estilo punk con algunas bases de Ramones (en concreto del tema "Pretty Vacant"), de The Clash ("I'm So Bored With the USA"), de The Who y "1969" de The Stooges.
Coescribió y grabó la canción "Meatball Sandwich" con Youth Gone Mad. Antes de su muerte, fue productor y mánager de The Independents.

## Fallecimiento

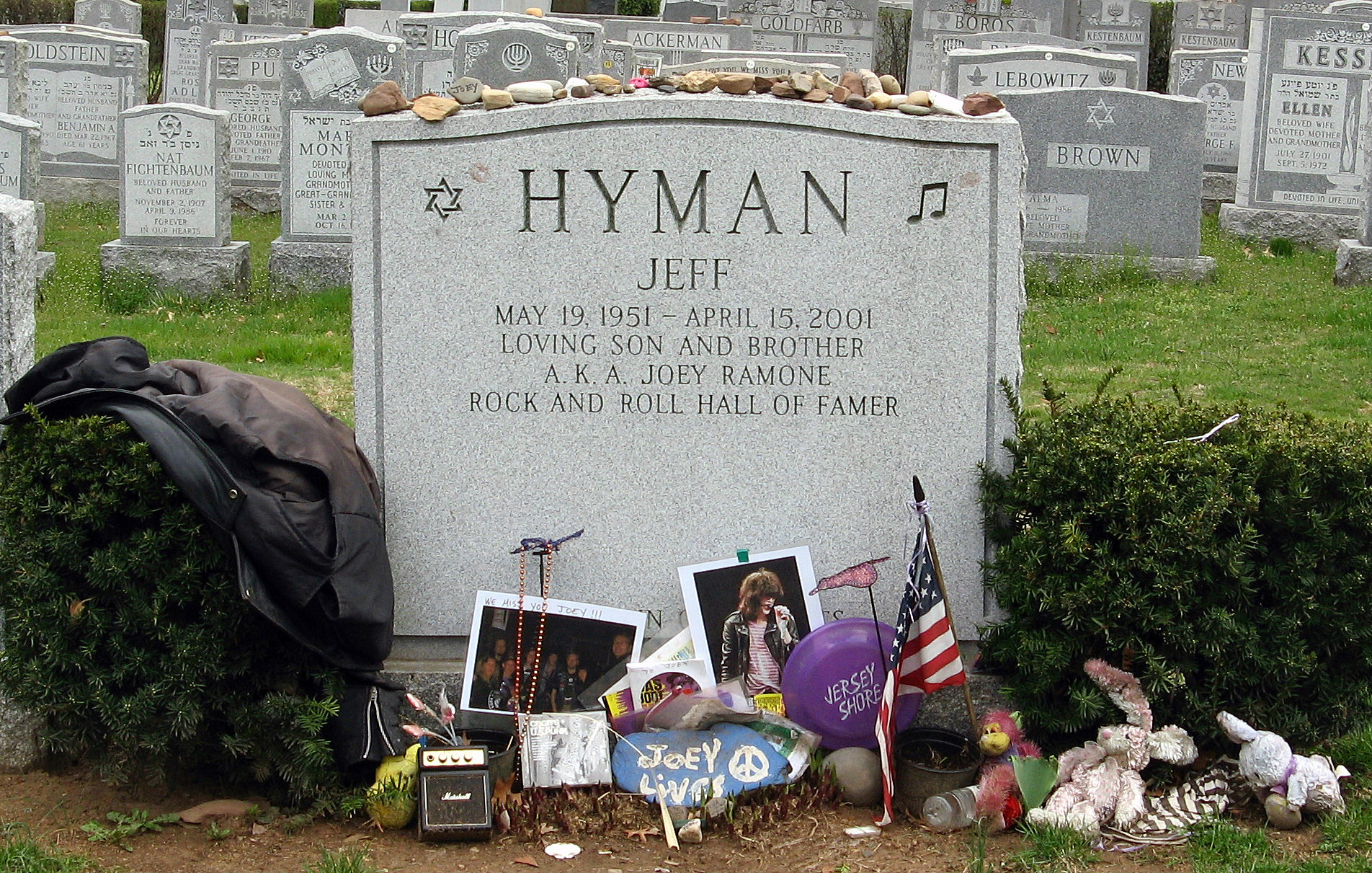
Lápida de Joey Ramone con tributos de sus fanáticos.

Murió de un linfoma en el hospital New York-Presbyterian de Nueva York, el 15 de abril de 2001. En el momento de su muerte escuchaba "In A Little While" de U2. Desde ese momento, durante los conciertos, Bono, explica que la canción trataba sobre la resaca, pero que desde aquel momento la canción adquirió un significado totalmente nuevo.[cita requerida] Al parecer, había tenido linfoma durante bastante tiempo. A mediados de los años 1990 ya se le había visto aparecer en un hospital de Nueva York especializado en linfoma.[cita requerida]
Después de la muerte de Joey, en el año 2001, Johnny quedó en un estado depresivo del que no pudo sobreponerse del todo, quedando con un sentimiento de culpa por la mala relación que mantuvieron.[cita requerida]
El 30 de noviembre de 2003, se le puso el nombre Joey Ramone Place a una calle de la Ciudad de Nueva York. Está en la misma manzana donde los Ramones comenzaron, en el famoso club CBGB. Su cumpleaños se celebra en muchos clubes de rock, siendo invitados en Nueva York su madre y su hermano.
El 28 de enero de 2007, murió a los 80 años de un ataque al corazón la madre de Joey, Charlotte Lesher, quien inspiró musicalmente y apoyó a Joey durante su carrera de músico.[cita requerida]
En febrero de 2012, se hizo el anuncio oficial del lanzamiento del segundo álbum póstumo de Joey titulado Ya Know?, que se lanzó el 22 de mayo y cuenta con la colaboración de Joan Jett, Steven Van Zandt y Richie Ramone, y fue producido por Ed Stasium y Jean Beauvoir, quienes trabajaron con The Ramones.

## Imagen e influencia

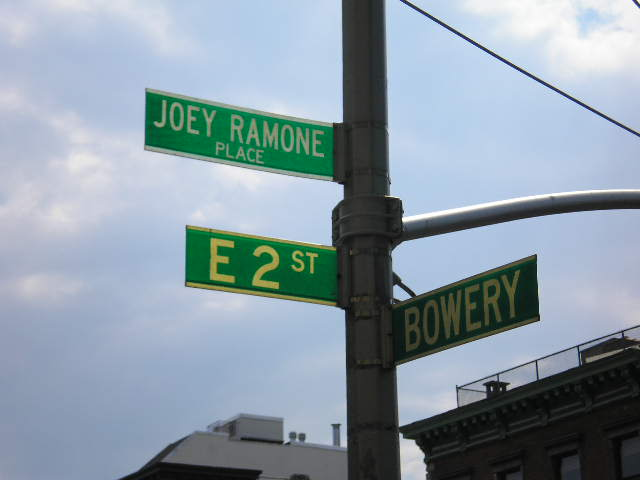
El ayuntamiento de Nueva York le dedicó al artista la "Joey Ramone Place".

Joey Ramone y su banda fueron de los primeros en tocar punk rock (aunque el punk ya se data desde la banda The Stooges).[cita requerida]
Joey tenía una particular forma de vestir, una pose dominante sobre el escenario, desborde de energía y -sobre todo- su gran voz.[cita requerida] Joey y su banda influenciaron a Blondie, Green Day,  Black Flag, Dead Kennedys, Social Distortion, Bad Religion, entre otros artistas.
Su forma de cantar era particular debido a que él nunca recibió ningún tipo de entrenamiento o clases. En una era de competencia vocal, cantar como un profesional fue sin duda una norma para la mayoría de las bandas de rock.[cita requerida] Sus grietas, gruñidos, canto y su voz juvenil hizo que sea considerada una de las voces más reconocidas de punk rock. A medida que su voz se fue profundizando a través de su carrera, también lo hizo su forma de escribir canciones, dejando una diferencia notable de inicial de Joey melódico y de estilo algo torpe e inexperto.[cita requerida]
Joey y su banda a lo largo de toda su trayectoria se diferenciaban debido a que sus canciones eran por lo general de muy poca duración, casi nunca superaban los dos minutos.[cita requerida] Siempre usó unas gafas rojas en las que aparecía en sus conciertos, incluso llegó a usar las mismas gafas rojas durante quince años. Tenía una apariencia extraña debido a su gran estatura que casi llegaba a los dos metros. Solía usar pantalones vaqueros y chaquetas de cuero al estilo de los motociclistas.

## Discografía

### Solista
- Don't Worry About Me (2002)
- Ya Know? (2012)

#### EP
- In a Family Way – Sibling Rivalry (1994)
- Ramones: Leathers from New York – The Ramones y Joey Ramone (solo) (1997)
- Christmas Spirit...In My House (2002)

#### Singles
- "I Got You Babe" - (1982) (Dueto con Holly Beth Vincent)
- "What a Wonderful World" (2002)
- "Rock And Roll Is The Answer" / "There's Got To Be More To Life" (2012)